# 'O miedeco d'e pazze
O miedeco d'e pazze (Il medico dei pazzi) è una celebre commedia scritta in napoletano da Eduardo Scarpetta nel 1908. Nel 1954 Mario Mattoli assieme a Totò ne farà una trasposizione cinematografica.

## Trama
Agli inizi del XX secolo, don Felice Sciosciammocca, divenuto oramai benestante e sindaco di una piccola cittadina di nome Roccasecca, giunge a Napoli. Qui vi è già da tempo il nipote Ciccillo, svogliato studente di medicina, che si è ritrovato ad avere numerosi debiti. Per saldarli, decide di ordire un inganno ai danni dello zio: fa quindi sapere a Felice che ormai egli è divenuto titolare di un importante ospedale psichiatrico napoletano.
Tutto è stato abilmente architettato da Ciccillo con la complicità dell'amico Michelino: la visita dello zio Felice, però, giunge del tutto inaspettata, e per di più è in compagnia della moglie Concetta e della famiglia. Ciccillo e Michelino sono colti alla sprovvista; la situazione peggiora quando don Felice esprime l'intenzione di visitare la struttura realizzata grazie ai finanziamenti donati a Ciccillo. Quest'ultimo chiede allora alla conoscente Donna Carmela, che gestisce la Pensione Stella, di far passare l'alberghetto per la decantata clinica di cura, così da salvare le apparenze con la famiglia Sciosciammocca. Inizia così una commedia degli equivoci che vede protagonista don Felice: mentre la moglie Concetta alloggia con la figlia Margherita in un alberghetto, egli visita la pensione e crede che i clienti siano davvero folli, avendo in realtà ognuno una particolare mania. Vi sono una madre che intende a tutti i costi far sposare una figlia non presentabile, un violinista da strapazzo che si crede di essere un grande maestro di musica, un maresciallo della milizia infuriato perché continuamente vittima di scherzi, una vedova che non si dà pace per la morte del marito Pasquale, un cliente geloso della giovane moglie, un mediocre attore fissato nel recitare la parte del moro nell’Otello di William Shakespeare, un gruppo di equilibristi strampalati.
Sembra andare tutto secondo i piani di Ciccillo quando, lasciato lo zio alla pensione per rimediare ad un affare per il quale è in debito con un guappo, finisce malmenato e al pronto soccorso. Don Felice, rimasto da solo in quello che crede essere un manicomio e non sapendo dove recarsi, si lamenta della situazione con le cameriere/infermiere e con il direttore, che gli offre un lettino vicino al portone principale per passare la notte. Subirà così tutte le stramberie dei clienti/pazienti, assecondandoli il più possibile, memore del consiglio del nipote ("I matti vanno sempre assecondati").
Il giorno dopo Concetta inizia a perdere la pazienza, sospettando che il marito l'abbia tradita con qualche ragazza, e parte alla sua ricerca. Don Felice intanto scappa dal finto manicomio, giungendo nell'alberghetto della moglie, non accorgendosi che i matti lo stanno seguendo: avendo infatti acconsentito a tutte le loro richieste senza in realtà neanche ascoltarle, ora deve far i conti con le promesse fatte nottetempo. La donna vedova lo vuole come marito, l'altra signora vuole fargli sposare la figlia inguardabile, il violinista vuole portarlo con sé in tournée, e così via.
Non sapendo cosa fare, don Felice li riporta alla Pensione Stella e li rinchiude ricorrendo a varie scuse in varie camere dell'albergo, chiamando a gran voce le cameriere/infermiere. Giunge però il direttore, e poco dopo Ciccillo, quando ormai Don Felice ha compreso il piano goffo del nipote. Alla fine lo perdonerà, con la promessa di Ciccillo che studierà per diventare davvero medico.

## Adattamenti
Nel 1954 è stata realizzata la versione cinematografica Il medico dei pazzi per la regia di Mario Mattoli, interpretata da  Totò (Don Felice), Tecla Scarano (la moglie Concetta) e Aldo Giuffré (il nipote Ciccillo).